# Halmaheraparadijskraai
De halmaheraparadijskraai  (Lycocorax pyrrhopterus) is een middelgrote vertegenwoordiger van de familie Paradisaeidae (paradijsvogels). De vogel werd in 1850 geldig beschreven door Karel Lucien Bonaparte als Corvus pyrrhopterus op grond van een museumexemplaar van het eiland Gilolo, maar in 1853 door hem in een apart genus geplaatst.

## Kenmerken
Deze 42 tot 44 cm lange vogel heeft een kraaiachtig formaat en is geheel zwart met een zacht en zijdeachtig glanzend verenkleed. Hij heeft een zwarte snavel en karmijnrode ogen. De roep van de bruine paradijskraai doet denken aan het gekef van een hond. Mannetje en vrouwtje zien er bijna hetzelfde uit, het vrouwtje is iets kleiner dan het mannetje.

## Leefwijze
De vogel foerageert voornamelijk op fruit en kleine ongewervelde dieren.

## Verspreiding en leefgebied
De bruine paradijskraai is een van de weinige monogame paradijsvogels. De vogel is inheems in de laaglandwouden van de noordelijke Molukken in Indonesië en telt twee ondersoorten:
- L. p. morotensis: Morotai en Rau.
- L. p. pyrrhopterus: Halmahera, Batjan en Kasiruta.

## Status
Over de grootte van de populatie zijn geen exacte cijfers, maar er wordt door de IUCN verondersteld dat de drempel voor het criterium kwetsbaar niet wordt bereikt en dat de populatie groter is dan 10.000 volwassen individuen en dat de populatie binnen het beschreven gebied min of meer stabiel, dus veilig is, dat wil zeggen niet daalt met een snelheid van meer dan 10% in tien jaar.